# Marestaing
Marestaing é uma comuna francesa na região administrativa da Occitânia, no departamento de Gers. Estende-se por uma área de 8.46 km², e possui 324 habitantes, segundo o censo de 2018, com uma densidade de 38 hab/km².